# Ноэм, Кристи
Кри́сти Линн Но́эм (англ. Kristi Lynn Noem, урождённая Кристи Линн Арнольд; род. 30 ноября 1971, Уотертаун, Южная Дакота) — американский государственный и политический деятель, член Республиканской партии США, министр внутренней безопасности США с 25 января 2025 года.
Губернатор Южной Дакоты с 5 января 2019 по 25 января 2025 года.

## Биография
Имеет норвежские корни. 
Выросла на семейном ранчо и ферме в сельской местности округа Хэмлин. Окончила среднюю школу Хэмлина в 1990 году и выиграла титул «Снежной королевы Южной Дакоты». Считает, что этот опыт помог ей отточить свои навыки публичных выступлений и продвижения. После школы училась в Северном государственном университете в 1990—1994 годах.
После смерти отца посещала занятия в кампусе Уотертауна колледжа Маунт-Марти и в Университете Южной Дакоты, а также онлайн-курсы в Университете Южной Дакоты. Получила степень бакалавра политологии в 2012 году.
Выиграла выборы и стала членом Палаты представителей штата в 2006 году (получила 39 % голосов), в 2008 году вновь победила (41 %) (побеждала потом на выборах 2012, 2014 и 2016 годов). Входила в комитет Палаты представителей по делам штата и в налоговый комитет. В 2009 и 2010 годах выступила инициатором законопроектов о снижении возраста обязательного образования в Южной Дакоте до 16 лет после того, как в 2008 году он был повышен до 18 лет, утверждая, что не доказано, что обязательное посещение школы до 18 лет улучшает показатели выпускников. С 2010 была помощником лидера республиканского большинства.
На выборах в Палату представителей США 2 ноября 2010 получила 48 % голосов против 46 % у действовавшего члена Палаты демократа Стефани Хёрсет Сандлин. Член Палаты представителей от штата Южная Дакота с 2011 по 2019 год. Вошла в состав бюджетного комитета.
В марте 2011 года была назначена одним из 12 региональных директоров Национального республиканского комитета Конгресса во время избирательной кампании 2012 года.

## Взгляды и мнения
Будучи конгрессменом, считала дефицит бюджета одной из самых важных проблем, стоящих перед Конгрессом. Выступала за значительное сокращение расходов федерального правительства. Считала возможными, прежде всего, сокращения бюджетов Агентства по охране окружающей среды; министерства по делам ветеранов; программы Медикейд; проектов высокоскоростных железных дорог; в системе скоростного транспорта Вашингтонского метрополитена. Также заявляла, что хочет отменить налог на наследство, снизить ставку корпоративного налога и упростить налоговый кодекс, а также что против повышения налогов с целью сбалансирования бюджета.
Считала, что США должны покончить со своей зависимостью от иностранной нефти. По её словам, для достижения этой цели Конгресс должен поощрять сохранение существующих ресурсов. Также поддерживала субсидии на этанол, которые приносят пользу её штату, и выступала против прекращения федеральных субсидий для нефтяных компаний.
Поддерживала проект трубопровод Keystone XL и обещала продолжить работу по его строительству.
Поддерживала морское бурение нефтяных скважин. В 2010 году выступила соавтором трёх законопроектов, которые, как она утверждала, снизят зависимость Америки от иностранной нефти за счет отмены моратория США на глубоководное бурение в Мексиканском заливе и помогут возобновлению аренды нефтяных залежей в Персидском заливе и у побережья Вирджинии.
Поддержала военное вмешательство НАТО в гражданскую войну в Ливии в 2011 году, однако хотела подтверждения, что США вмешиваются для защиты гражданских лиц, а не для попытки смещения тогдашнего лидера Муаммара Каддафи. В марте того же года она призвала президента Обаму предоставить больше информации о роли США в конфликте, охарактеризовав его заявления как расплывчатые и двусмысленные.
Сторонница поддержки Израиля, который впервые посетила с дружеским визитом в 2011 году. В 2020 году она, как губернатор, подписала исполнительное распоряжение, запрещающее компаниям штата вести дела с лицами, бойкотирующими Израиль. После нападения террористической организации ХАМАСа на Израиль в октябре 2023 года выступила с заявлением в поддержку народа Израиля на официальном сайте штата: «Возлюбленный народ Израиля: ваши друзья и союзники в Америке с вами. Мы поддерживаем вас в защите Родины».
Поддержала указ президента Д. Трампа № 13769 от 2017 года, который приостановил действие программы беженцев в США и запретил все поездки в США гражданам семи стран с мусульманским большинством на 90 дней. Заявила, что поддерживает временный запрет на прием беженцев из «контролируемых террористами» районов. В июне 2021 года объявила, что отправляет членов Национальной гвардии Южной Дакоты на границу Техаса с Мексикой. Миллиардер из Теннесси Уиллис Джонсон c женой заявили, что пожертвуют деньги, необходимые для этой операции. В январе 2024 года поддержала губернатора Техаса Грега Эбботта в конфликте между властями штата и федеральными властями США, связанный с контролем нелегальной миграции на границе с Мексикой.
Продвигала законы о борьбе с торговлей людьми и сексуальным рабством.
Выступала против Закона о доступном медицинском обслуживании (Obamacare) и проголосовала за его отмену. Безуспешно пытаясь отменить закон, попыталась лишить его финансирования, сохранив при этом такие меры, как Закон об улучшении здравоохранения индейцев, положение, позволяющее родителям держать своих детей в плане медицинского страхования до 20 лет, и поддержку групп высокого риска. Хотела добавить в федеральный закон такие положения, как ограничение судебных исков о врачебной халатности и разрешение пациентам покупать полисы медицинского страхования в других штатах. Она поддержала сокращение финансирования Medicaid, предложенное председателем республиканского бюджетного комитета Полом Райаном.
Является противником абортов и поддерживает антиабортное движение. Резко против однополых браков и признания их запрета неконституционным. Также против трансгендерных людей в спорте.
Безуспешно боролась против легализации каннабиса для медицинского и реабилитационного использования в Южной Дакоте, однако 1 июля 2021 года медицинская марихуана в штате стала легальной. Также выступила против выращивания промышленной конопли, наложив вето на законопроект, принятый палатой представителей и сенатом Южной Дакоты в 2019 году, о легализации выращивания конопли.
В феврале 2021 года на международной Республиканской политической конференции в Орландо раскритиковала распоряжения демократов-губернаторов во время пандемии COVID-19, а также политику Энтони Фаучи и Джо Байдена. Проведённый показал, что 4 процента участников хотели, чтобы К. Ноэм баллотировалась на пост президента в 2024 году, что поставило её на третье место в партии после Д. Трампа и Рона Десантиса. К октябрю 2021 года К. Ноэм посетила штаты с самыми ранними президентскими праймериз (Нью-Гэмпшир, Айову и Южную Каролину) и привлекла внимание своей готовностью атаковать политических соперников.
Выступает против однополых браков. В 2015 году заявила, что не согласна с решением Верховного суда о том, что запреты на однополые браки являются неконституционными. 8 марта 2021 года объявила, что подпишет «Закон о справедливости для женщин в спорте», который запрещает трансгендерным спортсменам играть в женских школьных и студенческих спортивных командах или против них, позже публично подтвердила свою позицию на телешоу «Вечер с Такером Карлсоном». В декабре 2021 администрация Ноэм заявила о своей поддержке проекта «Закона о защите справедливости в женском спорте», требующего от молодых спортсменов вступать в команды, соответствующие их биологическому полу при рождении. Также в 2021 году Ноэм подписала законопроект о возможности отказа по религиозным мотивам, позволяющий позволять владельцам бизнеса ссылаться на религиозные убеждения в качестве основания для отказа в продуктах или услугах людям на основе сексуальной ориентации или гендерной идентичности. Все эти шаги встречали очень резкую оппозиционную реакцию, но никак не влияли на её позицию.
В 2022 году безуспешно пыталась вернуть утреннюю молитву в школы (законопроект был отклонён комитетом по образованию Палаты представителей штата 9 голосами против 6).

## На посту губернатора Южной Дакоты
14 ноября 2016 года объявила о своём решении баллотироваться на пост губернатора Южной Дакоты. На праймериз в июне 2018 одержала победу над Марти Джекли (56 % против 44 %).
На губернаторских выборах в Южной Дакоте 6 ноября 2018 года (получила 51 % против 47,6 % у демократа Билли Саттона) стала первой женщиной-губернатором штата. На выборы потратила около 2,3 млн долларов. 5 января 2019 года официально вступила в должность, став первой женщиной на посту губернатора Южной Дакоты.
31 января 2019 года подписала закон, отменяющий требование о разрешении на скрытое ношение пистолета.
12 ноября 2021 года заявила о своём решении переизбраться. На выборах в ноябре 2022 победила, набрав 62 % голосов против 35,2 % у демократа Джеми Смита и установив рекорд по количеству голосов, полученных кандидатом на пост губернатора Южной Дакоты.
В июне 2022 года выпустила свою автобиографию «Моё не первое родео: уроки из глубинки» (Not My First Rodeo: Lessons From the Heartland). В мае 2024 года выпустила вторую — «Нет пути назад: Правда о том, что не так с политикой, и как мы движем Америку вперед» (No Going Back: The Truth on What’s Wrong with Politics and How We Move America Forward, ISBN 978-15-46008-16-3), после чего подверглась широкой критике и осуждению за описанным там эпизод с убийством собаки 20 лет назад.
Считается союзником и соратником Дональда Трампа (8 сентября 2023 года официально поддержала его кандидатуру на выборах президента в 2024 году). Исповедует протестантизм, принимала активное участие в его выборной кампании. До самого момента объявления Джей Ди Вэнса кандидатом в вице-президенты при Трампе считалась одним из вероятных кандидатов на этот пост.

## Оценка президентских выборов 2020 года
Утверждала, что президентские выборы 2020 года, на которых Джо Байден победил Д. Трампа, были омрачены массовым мошенничеством на выборах. 8 декабря 2020 молчаливо признала результаты выборов, когда она упомянула «администрацию Байдена» во время своего ежегодного обращения по вопросам бюджета, но даже после инаугурации Байдена в январе она по-прежнему отказывалась признать, что выборы были «свободными». и справедливыми".
Осудила захват Капитолия в январе 2021. Через день после призыва к миру и примирению после штурма Капитолия назвала двух новоизбранных сенаторов-демократов от Джорджии, Джона Оссоффа и Рафаэля Уорнока, «коммунистами», что вызвало резкую реакцию в Демократической партии.

## На посту министра внутренней безопасности

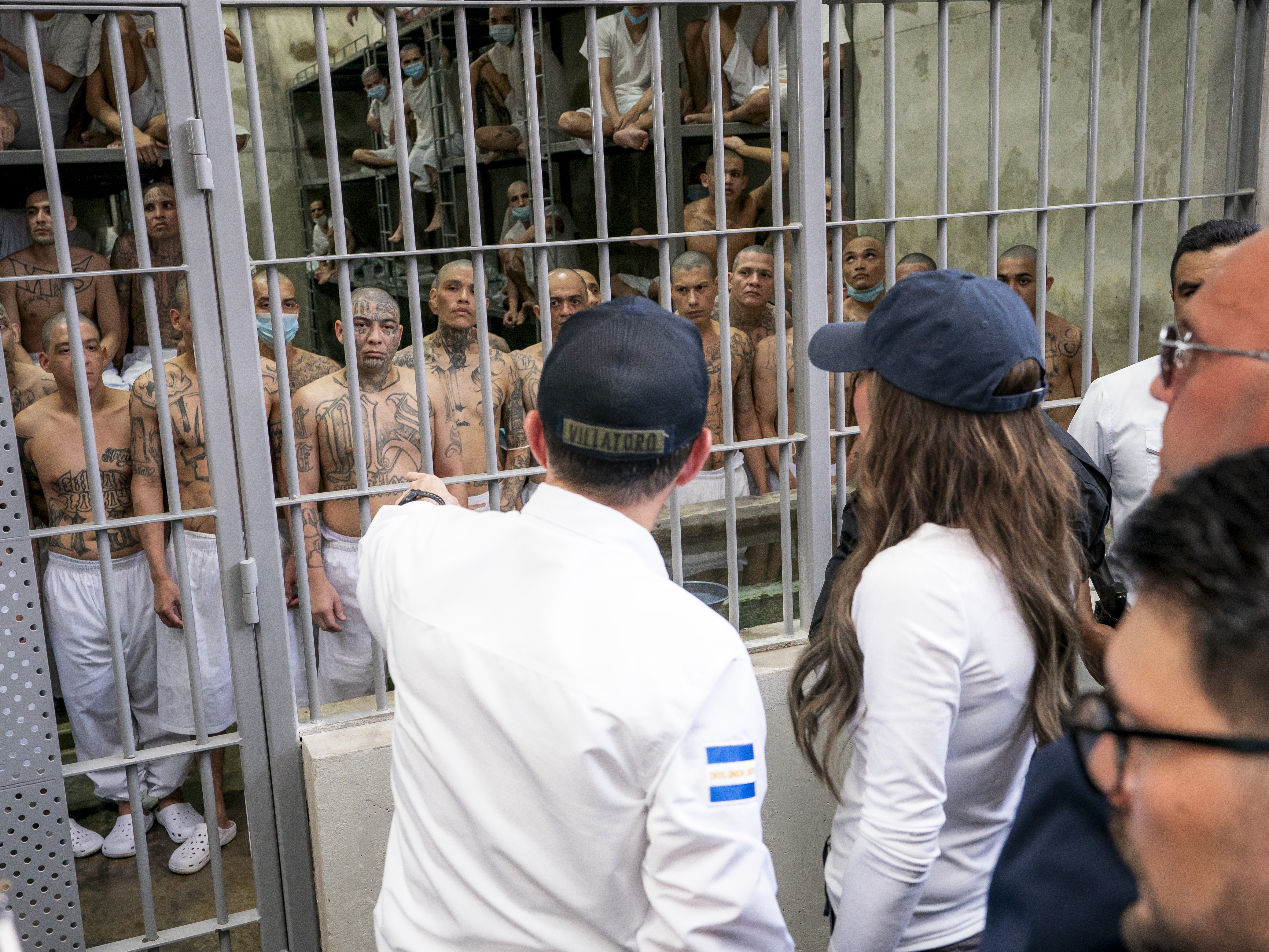
Министр юстиции Сальвадора Густаво Виллаторо и министр внутренней безопасности США Кристи Ноэм посещают Центр содержания террористов, 26 марта 2025 года

В ноябре 2024 года Трамп номинировал Кристи Ноэм на должность министра внутренней безопасности. 25 января 2025 года она была утверждена сенатом США в данной должности.

## Антиковидная позиция
Отказалась следовать указаниям медиков во время пандемии COVID-19 и не приняла никаких стандартных мер защиты общественного здоровья и безопасности, используемых в других штатах. Не выполняла предписания по использованию масок для лица, высказывала сомнения в эффективности ношения масок, поощряла проведение больших собраний без социального дистанцирования или ношения масок и подвергала сомнению советы экспертов в области общественного здравоохранения. В статье, опубликованной в «Rapid City Journal», защищала свои взгляды, ссылаясь на анализ Ассоциации американских врачей и хирургов, назвавшей вакцинацию эквивалентом «экспериментов над людьми».
13 марта 2020 года приказала закрыть школы, а 6 апреля 2020 года продлила этот приказ до конца учебного года. Также 6 апреля приказала предприятиям и местным органам власти практиковать социальное дистанцирование и другие рекомендации Центров по контролю и профилактике заболеваний, а также приказала всем лицам старше 65 лет в округах Миннехаха и Линкольн оставаться дома в течение трех недель. Выступала за применение гидроксихлорохина.
В июле 2020 года отказалась от участия в программе, предусматривавшей увеличение еженедельных пособий по безработице в размере 300 долларов в рамках реакции федерального правительства США на пандемию, сославшись на низкий уровень безработицы в штате. Южная Дакота стала единственным штатом, отказавшимся от помощи (ссылаясь на снижение уровня безработицы в штате и необходимость экономии средств). Южная Дакота являлась одним из двух штатов США, которые не предлагали арендаторам экстренную финансовую помощь во время пандемии.
В октябре 2020 года, когда штат стал вторым по числу новых случаев заболевания COVID-19 в стране на душу населения, объяснила это большим ростом количества тестов на болезнь.
По состоянию на декабрь 2020 года была одним из немногих губернаторов, которые не соблюдали распоряжения о пребывании дома по всему штату или предписания о ношении масок. Её реакция отражала риторику Трампа и его отношение к COVID-19. Антиковидное выступление на Республиканском национальном съезде в августе 2020 повысило её авторитет в стране, по некоторым мнениям став «решающим моментом в её политической карьере»
В мае 2021 года подписала указ, запрещающий государственным учреждениям требовать подтверждения вакцинации для доступа к услугам. Она заявила: «Мы не собираемся ограничивать свободу жителей Южной Дакоты с помощью антиамериканской политики, такой как вакцинные паспорта».
В июле 2021 года раскритиковала других губернаторов-республиканцев за принятие обязательных мер против COVID-19 и попытку «переписать историю» об этом. При этом утверждала, что Южная Дакота эффективно боролась с пандемией, вместо этого чаще тестируя и изолируя заболевших.
При этом данные, собранные как клиникой Мейо, так и «The New York Times», показывают, что зарегистрированные случаи COVID-19 в штате в основном оставались на уровне среднего национального показателя в США на протяжении большей части пандемии, в то время как медицинские публикации (такие как «Becker’s Hospital Review») показали, что Южная Дакота уступает большинству штатов по среднесуточной смертности на 100 000 жителей по состоянию на январь 2022 года.

## Семья
Отец и мать — фермеры. Отец погиб в результате аварии на сельскохозяйственной технике.
Благодаря заработкам К. Ноэм смогла добавить к семейной собственности охотничий домик и ресторан. Её братья и сестры работают в семейном бизнесе.
В 1992 году вышла замуж за Брайона Ноэма. У них трое детей.
После избрания в Палату представителей США в 2011 переехала в Вашингтон, в то время как муж и дети остались жить на ранчо.